# Jadwiga Gamska-Łempicka
Jadwiga Gamska-Łempicka (ur. 2 lipca 1903 roku w Przemyślu, zm. 9 stycznia 1956 w Lublinie) – polska poetka.
W 1922 ukończyła przemyskie gimnazjum i jeszcze w tym samym roku wyjechała do Lwowa, gdzie podjęła studia na kierunku polonistyka i historia na Uniwersytecie Jana Kazimierza. W 1927 obroniła doktorat na podstawie rozprawy Motyw śmierci w utworach średniowiecznych, pisanej pod kierunkiem profesora Juliusza Kleinera.
W 1927 ukazał się jej pierwszy tomik poetycki zatytułowany Przechodniom. Swoje utwory publikowała w miejscowej prasie lwowskiej, pracowała także jako bibliotekarka w Polskim Muzeum Szkolnym i Bibliotece Baworowskich. W 1930 roku wyszła za mąż za Stanisława Łempickiego, profesora Uniwersytetu Jana Kazimierza we Lwowie, znanego historyka literatury. W przedwojennym Lwowie prowadziła swoją audycję radiową w Polskim Radiu Lwów w Kronice naukowej, podobnie jak jej mąż.
Lata II wojny światowej spędziła we Lwowie. W lipcu 1945 wraz z innymi Polakami została przymusowo wysiedlona ze Lwowa i osiadła w Krakowie. Po śmierci męża przez krótki czas pracowała w zarządzie Polskiej Akademii Umiejętności, a od sierpnia 1948 r. w Krakowskim Oddziale Wydawnictwa Zakładu Narodowego im. Ossolińskich w redakcji Biblioteki Narodowej.
Przeżycia wojenne odbiły się na zdrowiu pisarki i doprowadziły do głębokiej depresji. 9 stycznia 1956 roku Jadwiga Gamska-Łempicka popełniła w Lublinie samobójstwo. Pochowana została w grobie męża na Cmentarzu Salwatorskim (sektor SC14-D-14).

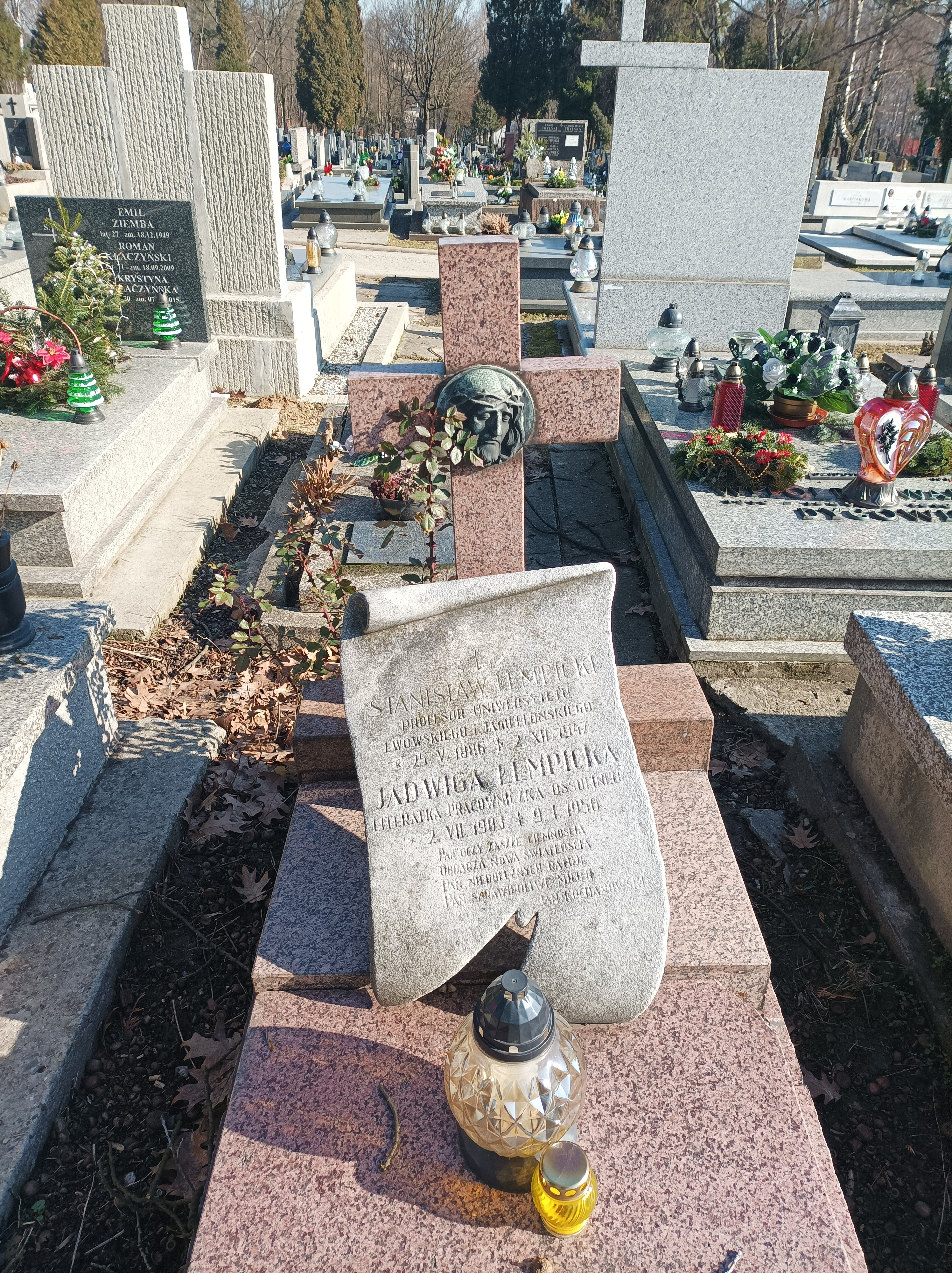
Grób Łempickich na Cmentarzu Salwatorskim

## Twórczość
- Przechodniom (Lwów 1927)
- Między niebem a ziemią (Lwów 1934)
- przekład Hymnów średniowiecznych, ze wstępem Józefa Birkenmajera (1934)
- Okno na ogród (Lwów 1938)

Jej wiersze ukazały się także m.in. wydanej w latach okupacji antologii Wierne płomienie.